# Shearografie
Shearografie (alternative Schreibweisen: Scherografie oder engl. Shearography) ist die Kurzbezeichnung für die Laser Speckle Shearing Interferometrie, ein kohärent optisches Messverfahren auf der Grundlage der Laser-Speckle-Technik. Wird eine optisch raue Oberfläche kohärent beleuchtet, so wird bei deren Abbildung auf der Bildebene eine körnige Struktur sichtbar, die als Specklemuster bezeichnet wird. Die Shearografie kann zur zerstörungsfreien Material- und Bauteilprüfung (NDT), zur Spannungs- und Dehnungsmessung und zur qualitativen bzw. quantitativen Schwingungsmessung unter industriellen Bedingungen eingesetzt werden.

## Einteilung der shearografischen Messverfahren

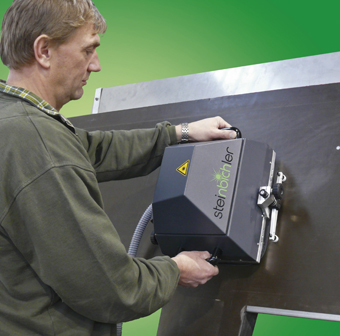
Shearografie Inspektionssystem

## Funktionsweise der Digital-Shearografie
Die untenstehende Abbildung zeigt den Aufbau und die Funktionsweise der einfachen Digital-Shearografie. Mit einem aufgeweiteten Laserstrahl wird das Messobjekt beleuchtet. Die Oberfläche des Messobjektes reflektiert den Laserstrahl, der dadurch auf die Bildebene einer Digitalkamera fällt. Durch das Shearelement entstehen zwei geringfügig verschobene Bilder des Objekts in der Bildebene, wodurch ein Interferogramm entsteht.
Korreliert man nun zwei in unterschiedlichen Belastungszuständen des Messobjektes aufgezeichnete Interferogramme, dann entsteht ein charakteristisches Streifenbild, welches als Scherogramm bezeichnet wird. Die Korrelation besteht im einfachsten Fall aus einer punktweisen Subtraktion der Grauwerte der Einzelbilder und anschließender Betragsbildung. Die Analyse des Scherogrammes erlaubt Rückschlüsse auf Materialinhomogenitäten unter der Bauteiloberfläche, da Materialfehler zu einer inhomogenen Oberflächenverformung führen.
Die Streifen im Scherogramm können als Höhenschichtlinien des Verformungsgradienten interpretiert werden. Dies unterscheidet die Shearografie von der holografischen Interferometrie (HI) und von der Elektronischen Specklemuster-Interferometrie (ESPI). Bei den HI- und ESPI-Verfahren repräsentiert das Interferenzmuster die Verformung selbst. Die holografische Interferometrie ist im Artikel Holografie erläutert, ESPI ist in Elektronische Specklemuster-Interferometrie beschrieben.
Im Gegensatz zur HI und zu anderen interferometrischen Techniken ist die Shearography relativ unempfindlich gegenüber Vibrationen, da beide interferierenden Teilwellen über das Messobjekt geführt werden. Veränderungen der optischen Wege durch Erschütterungen kompensieren sich deshalb weitgehend. Daher wird die Shearography auch in „rauhen“ Umgebungen eingesetzt.
Der Keilwinkel des Shearelementes bestimmt die Größe der Scherung. Als Shearelement kann ein optischer Keil oder ein Biprisma eingesetzt werden. Alternativ kann auch ein optischer Aufbau auf Basis eines Michelson-Interferometers verwendet werden. In diesem Fall wird die Scherung durch leichtes Verkippen eines Interferometerspiegels realisiert. Dies hat den Vorteil, dass die Größe der Scherung stufenlos verstellt werden kann.
Schematischer Aufbau der einfachen Digital-Shearografie

## Anwendungen in der Industrie
Shearografie wird in kompakten Geräten zur mobilen Inspektion mit kombinierter Temperatur- und/oder Vakuumbelastung in der Industrie, vor allem in der Luftfahrt zur zerstörungsfreien Prüfung von Compositbauteilen, eingesetzt. Hierbei liegt der Anwendungsfokus vor allem auf der zeitersparenden und bedienerfreundlichen Prüfung von wechselnden oder gleichen Aufgabenstellungen.

## Normung
Für die Shearografie gibt es vom Deutschen Institut für Normung (DIN) bereits seit 1997 eine entsprechende DIN-Norm. Auch die ASTM International hat sich diesem Thema bereits in einer Norm angenommen.
- DIN 54180-1:2015-01 Zerstörungsfreie Prüfung – Shearografie – Teil 1: Allgemeine Grundlagen
- DIN 54180-2:2016-12 Zerstörungsfreie Prüfung – Shearografie – Teil 2: Geräte
- DIN V 54180-3:1997-03 Zerstörungsfreie Prüfung – Shearografie – Teil 3: Prüfung von Rohrleitungen (derzeit zurückgezogen)
- ASTM E2581 - 07 Standard Practice for Shearography of Polymer Matrix Composites, Sandwich Core Materials and Filament-Wound Pressure Vessels in Aerospace Applications

Bei der DIN V 54180-3 handelt es sich noch um eine Vornorm.